# Jilm vaz v Kolovratech
Jilm vaz v Kolovratech je významný strom, který roste v Praze 10 na prostranství na rohu ulic V Cihelně 651/23 a Do Lipan jižně od zaniklého Mlýnského rybníka.

## Popis
Strom roste na malém zatravněném pásu mezi silnicí a chodníkem. Obvod jeho kmene je 366 cm (r. 2015) a výška 29 metrů (r. 2009), stáří se odhaduje na 190 let (r. 2015).
Do databáze významných stromů Prahy byl zařazen roku 2014.

## Významné stromy v okolí
- Dub letní v Kolovratech – památný strom